# باشگاه فوتبال پاری سن-ژرمن در فصل ۲۰–۲۰۱۹
فصل ۲۰–۲۰۱۹ چهل و هشتمین فصل باشگاه فوتبال پاری سن-ژرمن از زمان ایجاد آن در سال ۱۹۷۰ و چهل و چهارمین دوره متوالی آن در لیگ برتر فوتبال فرانسه بود.
در تاریخ ۳۰ آوریل ۲۰۲۰، به دنبال لغو زودهنگام فصل ۲۰–۲۰۱۹ لیگ ۱ فرانسه، در پی همه‌گیری کرونا ویروس ، عنوان قهرمانی براساس میانگین امتیاز در هر بازی (PPG) به پاری سن ژرمن اعطا شد. آنها در راه دستیابی به یک سه‌گانه داخلی، هر دو جام حذفی و اتحادیه را بدست آوردند. علاوه بر این، برای نخستین بار فینال لیگ قهرمانان را در این فصل تجربه کردند، با امید به اینکه اولین جام اروپایی خود را پس از سال ۱۹۹۶ و اولین سه‌گانه اروپایی خود را کسب کنند که با شکست مقابل بایرن بی‌نتیجه ماند.

## بازیکنان
تیم‌های فرانسوی تنها مجاز به استفاده از چهار بازیکن بدون تابعیت اتحادیه اروپا هستند. از این رو، لیست بازیکنان فقط ملیت اصلی هر بازیکن را شامل می‌شود. چندین بازیکن غیراروپایی در این تیم دارای تابعیت مضاعف از یک کشور اتحادیه اروپا هستند. همچنین، بازیکنان کشورهای ACP -کشورهای آفریقا، کارائیب و اقیانوسیه که امضاکنندگان توافق‌نامه کوتونو هستند- به موجب حکم کولپک جزء سهمیه‌های خارج از اتحادیه اروپا محاسبه نمی‌شوند.

### ترکیب تیم اصلی
تا تاریخ ۲۲ سپتامبر ۲۰۱۹
| شماره |           | پست       | بازیکن                    |
| ----- | --------- | --------- | ------------------------- |
| ۱     | کاستاریکا | دروازه‌بان | کیلور ناواس               |
| ۲     | برزیل     | مدافع     | تیاگو سیلوا (کاپیتان)     |
| ۳     | فرانسه    | مدافع     | پینل کیمپمبه              |
| ۴     | آلمان     | مدافع     | تیلو کرر                  |
| ۵     | برزیل     | مدافع     | مارکینیوش (کاپیتان دوم)   |
| ۶     | ایتالیا   | هافبک     | مارکو وراتی               |
| ۷     | فرانسه    | مهاجم     | کیلیان ام‌باپه             |
| ۸     | آرژانتین  | هافبک     | لئاندرو پاردس             |
| ۹     | اروگوئه   | مهاجم     | ادینسون کاوانی            |
| ۱۰    | برزیل     | مهاجم     | جونیور نیمار              |
| ۱۱    | آرژانتین  | هافبک     | آنخل دی ماریا             |
| ۱۲    | بلژیک     | مدافع     | توما مونیه                |
| ۱۴    | اسپانیا   | مدافع     | خوان برنات                |
| ۱۶    | اسپانیا   | دروازه‌بان | سرخیو ریکو (قرضی از سویا) |
| ۱۷    | کامرون    | مهاجم     | اریک ماکسیم چوپو-موتینگ   |

| شماره |          | پست       | بازیکن         |
| ----- | -------- | --------- | -------------- |
| ۱۸    | آرژانتین | مهاجم     | مائورو ایکاردی |
| ۱۹    | اسپانیا  | هافبک     | پابلو سارابیا  |
| ۲۰    | فرانسه   | مدافع     | لوین کروزوا    |
| ۲۱    | اسپانیا  | هافبک     | آندر هررا      |
| ۲۲    | فرانسه   | مدافع     | عبدو دیالو     |
| ۲۳    | آلمان    | هافبک     | یولیان دراکسلر |
| ۲۵    | هلند     | مدافع     | میچل باکر      |
| ۲۷    | سنگال    | هافبک     | ادریسا گی      |
| ۳۰    | لهستان   | دروازه‌بان | مارچین بووکا   |
| ۳۱    | فرانسه   | مدافع     | کولین داگبا    |
| ۳۵    | فرانسه   | مدافع     | نیانزو کواسی   |
| ۳۶    | فرانسه   | مدافع     | لوییک امبه سوه |
| ۳۸    | فرانسه   | هافبک     | عادل عَوشیش     |
| ۴۰    | فرانسه   | دروازه‌بان | گریسون اینوسن  |

### کادر فنی
| ملیت               | نام              | سمت                      | منبع   |
| سرمربی             | سرمربی           | سرمربی                   | سرمربی |
| ------------------ | ---------------- | ------------------------ | ------ |
| آلمان              | توماس توخل       | سرمربی                   | [ ۵ ]  |
| کمک مربیان         |                  |                          |        |
| آلمان              | آرنو میشلز       | کمک مربی                 | [ ۵ ]  |
| مجارستان           | ژولت لوو         | کمک مربی                 | [ ۵ ]  |
| فرانسه             | زومانا کامارا    | کمک مربی                 | [ ۵ ]  |
| مربیان بدنساز      |                  |                          |        |
| آلمان              | راینر شری        | مربی بدنساز              | [ ۵ ]  |
| فرانسه             | نیکولا میر       | مربی بدنساز              | [ ۵ ]  |
| مربیان دروازه‌بان‌ها |                  |                          |        |
| ایتالیا            | جیانلوکا اسپینلی | مربی دروازه بان          | [ ۵ ]  |
| فرانسه             | ژان-لوک اوبرت    | مربی دروازه بان (دستیار) | [ ۵ ]  |
| آنالیزورها         |                  |                          |        |
| آلمان              | بنیامین وبر      | آنالیزور                 | [ ۵ ]  |
| فیزیوتراپیست ها    |                  |                          |        |
| فرانسه             | فردریک مانکوفسکی | فیزیوتراپیست             | [ ۵ ]  |
| ایتالیا            | دیگو مانتوانی    | فیزیوتراپیست             | [ ۵ ]  |
| فرانسه             | سیریل پراود      | فیزیوتراپیست             | [ ۵ ]  |
| فرانسه             | گایل پاسکر       | فیزیوتراپیست             | [ ۵ ]  |
| فرانسه             | ژوفری پاستور     | فیزیوتراپیست             | [ ۵ ]  |
| برزیل              | رافائل مارتینی   | فیزیوتراپیست             | [ ۵ ]  |
| برزیل              | برونو ماتزیوتی   | فیزیوتراپیست             | [ ۵ ]  |
| فرانسه             | برونو لا ناتور   | فیزیوتراپیست             | [ ۵ ]  |
| پزشک تیم           |                  |                          |        |
| فرانسه             | لاورن آمون       | پزشک                     | [ ۵ ]  |

## نقل و انتقالات

### ورودی
| ش. | پست | بازیکن                  | انتقال از               | شیوه                 | مبلغ                | تاریخ          | منبع   |
| -- | --- | ----------------------- | ----------------------- | -------------------- | ------------------- | -------------- | ------ |
| ۲۱ | MF  | آندر هررا               | منچستر یونایتد          | بازیکن آزاد          | –                   | ۴ ژوئیه ۲۰۱۹   | [ ۶ ]  |
| ۱۹ | MF  | پابلو سارابیا           | سویا                    | خرید                 | ۱۹٬۵۰۰٬۰۰۰ میلیون € | ۵ ژوئیه ۲۰۱۹   | [ ۷ ]  |
| ۳۰ | GK  | مارچین بووکا            | چلسی                    | بازیکن آزاد          | –                   | ۶ ژئیه ۲۰۱۹    | [ ۸ ]  |
| ۲۵ | DF  | میچل باکر               | آژاکس                   | بازیکن آزاد          | –                   | ۷ ژوئیه ۲۰۱۹   | [ ۹ ]  |
| ۲۲ | DF  | عبدو دیالو              | بروسیا دورتموند         | خرید                 | ۳۲٬۰۰۰٬۰۰۰ میلیون € | ۱۶ ژوئیه ۲۰۱۹  | [ ۱۰ ] |
| ۲۷ | MF  | ادریسا گی               | اورتون                  | خرید                 | ۳۰٬۰۰۰٬۰۰۰ میلیون € | ۳۰ ژوئیه ۲۰۱۹  | [ ۱۱ ] |
| ۱۶ | GK  | سرخیو ریکو              | سویا                    | قرض                  | –                   | ۱ سپتامبر ۲۰۱۹ | [ ۱۲ ] |
| ۱  | GK  | کیلور ناواس             | رئال مادرید             | خرید                 | ۱۳٬۰۰۰٬۰۰۰ میلیون € | ۲ سپتامبر ۲۰۱۹ | [ ۱۳ ] |
| ۱۸ | FW  | مائورو ایکاردی          | اینترمیلان              | قرض                  | –                   | ۲ سپتامبر ۲۰۱۹ | [ ۱۴ ] |
| ۲۹ | FW  | خسه                     | بتیس                    | بازگشت از قرض        | –                   | –              | [ ۱۵ ] |
| —  | GK  | رمی دکامپ               | کلرمون                  | بازگشت از قرض        | –                   | –              | [ ۱۵ ] |
| —  | MF  | ساموئل اسند             | اوپن                    | بازگشت از قرض        | –                   | –              | [ ۱۵ ] |
| —  | MF  | ژاوی سیمونز             | لا ماسیا                | بازیکن آزاد          | –                   | –              | [ ۱۵ ] |
| —  | MF  | گژگوژ کریهوویاک         | لوکوموتیو مسکو          | بازگشت از قرض        | –                   | –              | [ ۱۵ ] |
| ۱۸ | MF  | جووانی لو سلسو          | رئال بتیس               | بازگشت از قرض        | –                   | –              | [ ۱۵ ] |
| —  | DF  | کوین ریمان              | ایسترا                  | بازگشت از قرض        | –                   | –              | [ ۱۵ ] |
| —  | FW  | گایتان روبیل            | والنسین                 | بازگشت از قرض        | –                   | –              | [ ۱۵ ] |
| —  | GK  | کوین تراپ               | آینتراخت فرانکفورت      | بازگشت از قرض        | –                   | –              | [ ۱۵ ] |
| ۲۱ | FW  | تیموتی وه‌آ              | سلتیک                   | بازگشت از قرض        | –                   | –              | [ ۱۵ ] |
| —  | DF  | آرنو لوزیادیو           | پاری سن-ژرمن ب          | اولین قرارداد حرفه‌ای | –                   | –              | [ ۱۵ ] |
| —  | FW  | آرنو کالیموئندو-موئینگا | پاری سن-ژرمن زیر ۱۹ سال | اولین قرارداد حرفه‌ای | –                   | –              | [ ۱۵ ] |

### خروجی
| ش.                     | پست | بازیکن           | انتقال به          | شیوه          | مبلغ                | تاریخ          | منبع   |
| ---------------------- | --- | ---------------- | ------------------ | ------------- | ------------------- | -------------- | ------ |
| ۱                      | GK  | جانلوئیجی بوفون  | یوونتوس            | بازیکن آزاد   | –                   | ۱ ژوئیه ۲۰۱۹   | [ ۱۶ ] |
| ۲۵                     | MF  | آدرین رابیو      | یوونتوس            | بازیکن آزاد   | –                   | ۱ ژوئیه ۲۰۱۹   | [ ۱۷ ] |
| ۱۳                     | DF  | دنی آلوز         | سائو پائولو        | بازیکن آزاد   | –                   | ۱ ژوئیه ۲۰۱۹   | [ ۱۸ ] |
| ۲۷                     | FW  | موسی دیابی       | بایرلورکوزن        | فروش          | ۱۵٬۰۰۰٬۰۰۰ میلیون € | ۱ ژوئیه ۲۰۱۹   | [ ۱۹ ] |
| —                      | MF  | گایتان روبیل     | لانس               | فروش          | ۱٬۰۰۰٬۰۰۰ میلیون €  | ۱ ژوئیه ۲۰۱۹   | [ ۲۰ ] |
| ۲۱                     | FW  | تیموتی وه‌آ       | لیل                | فروش          | ۱۰٬۰۰۰٬۰۰۰ میلیون € | ۱ ژوئیه ۲۰۱۹   | [ ۲۱ ] |
| ۱۸                     | MF  | جووانی لو سلسو   | رئال بتیس          | فروش          | ۲۱٬۰۰۰٬۰۰۰ میلیون € | ۱ ژوئیه ۲۰۱۹   | [ ۲۲ ] |
| —                      | MF  | گژگوژ کریهوویاک  | لوکوموتیو مسکو     | فروش          | ۱۲٬۰۰۰٬۰۰۰ میلیون € | ۱ ژوئیه ۲۰۱۹   | [ ۲۳ ] |
| ۲۴                     | MF  | کریستوفر ان‌کونکو | لایپزیگ            | فروش          | ۱۵٬۰۰۰٬۰۰۰ میلیون € | ۱۸ ژوئیه ۲۰۱۹  | [ ۲۴ ] |
| —                      | GK  | کوین تراپ        | آینتراخت فرانکفورت | فروش          | ۱۰٬۰۰۰٬۰۰۰ میلیون € | ۷ اوت ۲۰۱۹     | [ ۲۵ ] |
| —                      | GK  | رمی دکامپ        | شارلوا             | بازیکن آزاد   | –                   | ۸ اوت ۲۰۱۹     | [ ۲۶ ] |
| —                      | DF  | کوین ریمان       | هرمان‌اشتات         | بازیکن آزاد   | –                   | ۲۰ اوت ۲۰۱۹    | [ ۲۷ ] |
| —                      | MF  | ساموئل اسند      | آورانشز            | بازیکن آزاد   | –                   | ۲۲ اوت ۲۰۱۹    | [ ۲۸ ] |
| ۳۷                     | DF  | آرتور زاگره      | موناکو             | فروش          | ۱۰٬۰۰۰٬۰۰۰ میلیون € | ۲۹ اوت ۲۰۱۹    | [ ۲۹ ] |
| ۳۴                     | DF  | استنلی انزوکی    | نیس                | فروش          | ۱۲٬۵۰۰٬۰۰۰ میلیون € | ۳۱ اوت ۲۰۱۹    | [ ۳۰ ] |
| —                      | FW  | متهان گوچلو      | رن                 | بازیکن آزاد   | –                   | ۳۱ اوت ۲۰۱۹    | [ ۳۱ ] |
| ۱۶                     | GK  | آلفونس آرئولا    | رئال مادرید        | قرض           | ۲٬۰۰۰٬۰۰۰ میلیون €  | ۲ سپتامبر ۲۰۱۹ | [ ۳۲ ] |
| ۲۹                     | FW  | خسه              | اسپورتینگ          | قرض           | –                   | ۲ سپتامبر ۲۰۱۹ | [ ۳۳ ] |
| —                      | DF  | الک گورجن        | آورانشز            | بازیکن آزاد   | –                   | ۳ سپتامبر ۲۰۱۹ | [ ۳۴ ] |
| —                      | FW  | روبن پرویدنس     | رم                 | فروش          | ۵۰۰٬۰۰۰ هزار €      | –              | [ ۱۵ ] |
| —                      | MF  | عزالدین توفیقی   | کان                | فروش          | ۲۵۰٬۰۰۰ هزار €      | –              | [ ۱۵ ] |
| —                      | DF  | آرنو لوزیادیو    | اورلئا             | بازیکن آزاد   | –                   | –              | [ ۱۵ ] |
| —                      | MF  | ادریس امزاوییانی | العین              | بازیکن آزاد   | –                   | –              | [ ۱۵ ] |
| —                      | FW  | پوستولاشی        | لیل                | بازیکن آزاد   | –                   | –              | [ ۱۵ ] |
| —                      | MF  | عبدالله یاسین    | مقاولون عرب        | بازیکن آزاد   | –                   | –              | [ ۱۵ ] |
| —                      | GK  | سباستین سیبوا    | برستوا             | نقض قرارداد   | –                   | –              | [ ۱۵ ] |
| —                      | MF  | دینا-ابیمبه      | لو آور             | قرض           | –                   | –              | [ ۱۵ ] |
| —                      | DF  | ایزاک همانز      | شولوته             | قرض           | –                   | –              | [ ۱۵ ] |
| —                      | MF  | ناتان ایپایار    | –                  | پایان قرارداد | –                   | –              | [ ۱۵ ] |
| —                      | MF  | عبدلای کوناتی    | –                  | پایان قرارداد | –                   | –              | [ ۱۵ ] |
| —                      | DF  | اپدام            | اُس                 | پایان قرارداد | –                   | –              | [ ۱۵ ] |
| نقل و انتقالات زمستانی |     |                  |                    |               |                     |                |        |
| —                      | DF  | اپدام            | استاندارد لیژ      | قرض           | –                   | –              | [ ۱۵ ] |

### تمدید قراردادها
با توجه به تأثیرات ناشی از شیوع ویروس کرونا و تعویق بسیاری از رقابت‌ها، باشگاه پاری سن-ژرمن تصمیم گرفت تا برای بازی در دو فینال جام حذفی و جام اتحادیه و نیز بازی‌های باقی‌مانده از لیگ قهرمانان، قرارداد بازیکنان را به مدت دو ماه تمدید کند. تیاگو سیلوا، اریک ماکسیم چوپو-موتینگ و سرخیو ریکو قرارداد خود را تمدید کردند اما توما مونیه و ادینسون کاوانی تصمیم گرفتند تا در پایان ژوئن باشگاه را ترک کنند.
در ۲۹ ژوئن ۲۰۲۰ باشگاه از تمدید قرارداد با مدافع چپ خود لوین کروزوا تا سال ۲۰۲۴ خبر داد.

## لباس‌ها
- تولیدکننده لباس: نایکی
- حامی مالی لباس:
  - سینه:ALL
  - آستین:QNB

| خانه · ۰ · ۰ | خانه · جایگزین · ۰ | مهمان · ۰ · ۰ | سوم · بازی‌های اروپایی · ۰ | چهارم · ۰ · ۰ | ۱۹–۲۰۱۸ مهمان · در برابر رن (۱۸ اوت ۲۰۱۹) · در برابر متس (۳۰ اوت ۲۰۱۹) |

## مسابقات پیش فصل و دوستانه
| ۱۶ ژوئیه ۲۰۱۹ دوستانه | دینامو درسدن      | ۱–۶   | پاری سن-ژرمن                                                                    | درسدن                                                               |
| ۲۰:۲۰ CEST (UTC+۲)    | کونه ۷۶' (پنالتی) | گزارش | امباپه ۶'، ۳۴' · دراکسلر ۱۸' · زاگره ۴۸' · پستولاشی ۶۱' · عَوشیش ۷۱' · همانس '۸۶ | ورزشگاه: رادولف هاربیگ تماشاگران: ۳۰٬۰۰۳ داور: نیکلاس وینتر (آلمان) |

| ۲۰ ژوئیه ۲۰۱۹ دوستانه | نورنبرگ               | ۱–۱   | پاری سن-ژرمن           | نورنبرگ                               |
| ۱۸:۳۰ CEST (UTC+۲)    | والنتینی ۷۱' (پنالتی) | گزارش | سارابیا ۴۳' · باکر '۸۹ | ورزشگاه: مکس مورلوک تماشاگران: ۳۰٬۲۵۲ |

| ۲۷ ژوئیه ۲۰۱۹ دوستانه                                   | پاری سن-ژرمن         | ۱–۱ (۵–۶ پنالتی)                                                     | اینترمیلان  | ماکائو                                                  |
| ۱۳:۳۰ CEST (UTC+۲)                                      | کرر ۴۱' · کروزوا '۴۹ | گزارش                                                                | لونگو ۹۰+۴' | ورزشگاه: ماکائو المپیک اسپورتس سنتر داور: فو مینگ (چین) |
|                                                         | ضربات پنالتی         |                                                                      |             |                                                         |
| کاوانی · خسه · دیالو · عَوشیش · آردای · امبه سوه · زاگره |                      | رانوکیا · گالیاردینی · کولیدیو · آگوم · کاندروا · لونگو · ژوآو ماریو |             |                                                         |

| ۳۰ ژوئیه ۲۰۱۹ دوستانه | پاری سن-ژرمن                                    | ۳–۰   | سیدنی         | سوژو                              |
| ۱۴:۰۰ CEST (UTC+۲)    | کواسی '۳۰ · امباپه ۳۷' · کاوانی ۴۳' · گوچلو ۸۹' | گزارش | ون در ساگ '۱۹ | ورزشگاه: سوژو المپیک اسپورتس سنتر |

| ۱۲ ژوئیه ۲۰۲۰ دوستانه | لو آور      | ۰–۹   | پاری سن-ژرمن                                                                                        | لو آور                                                             |
| ۱۹:۰۰ CEST (UTC+۲)    | کاسیمیر '۲۷ | گزارش | ایکاردی ۸'، ۱۹' · نیمار ۲۱'، ۴۳' (پنالتی) · امباپه ۲۹' · گی ۵۰' · سارابیا ۵۲'، ۶۰' · کالیموئندو ۵۹' | ورزشگاه: استاد اوسیان تماشاگران: ۵٬۰۰۰ داور: میکائیل لساژ (فرانسه) |

| ۱۷ ژوئیه ۲۰۲۰ دوستانه                               | پاری سن-ژرمن | ۷–۰   | واسلند بفرن              | پاریس                                                                |
| ۱۹:۰۰ CEST (UTC+۲)                                  | وکوتیچ ۲۱' (گل‌به‌خودی) · نیمار ۲۸' (پنالتی) · دی ماریا '۴۳ · ایکاردی ۴۷' · امباپه ۶۰' · چوپو-موتینگ ۶۵'، ۶۷' · امبه سوه ۹۳' | گزارش | کاوفریز '۲۷ · وکوتیچ '۴۷ | ورزشگاه: پارک دِ پرنس تماشاگران: ۳٬۰۰۰ داور: استفانی فراپارت (فرانسه) |
| یادداشت: این بازی در چهار وقت ۳۰ دقیقه‌ای برگزار شد. | |       |                          |                                                                      |

| ۲۱ ژوئیه ۲۰۲۰ دوستانه | پاری سن-ژرمن                                   | ۴–۰   | سلتیک | پاریس                                                              |
| ۱۹:۰۰ CEST (UTC+۲)    | امباپه ۱' · نیمار ۲۵' · هررا ۴۸' · سارابیا ۶۷' | گزارش |       | ورزشگاه: پارک دِ پرنس تماشاگران: ۵٬۰۰۰ داور: نیکلاس رینویل (فرانسه) |

| ۵ اوت ۲۰۲۰ دوستانه                                 | پاری سن-ژرمن                  | ۱–۰   | سوشو | پاریس                                                        |
| ۱۹:۰۰ CEST (UTC+۲)                                 | چوپو-موتینگ ۱۵' · سارابیا '۳۹ | گزارش |      | ورزشگاه: پارک دِ پرنس تماشاگران: ۰ داور: باستین دشپی (فرانسه) |
| یادداشت: این بازی در دو زمان ۴۰-دقیقه‌ای برگزار شد. |                               |       |      |                                                              |

## رقابت‌ها

### نگاه کلی
| رقابت              | اولین بازی      | آخرین بازی    | شروع دور        | جایگاه نهایی | آمار | آمار | آمار | آمار | آمار | آمار | آمار | آمار  |
| رقابت              | اولین بازی      | آخرین بازی    | شروع دور        | جایگاه نهایی | بازی | ب    | ت    | ش    | گ‌ز   | گ‌خ   | ت‌گ   | % برد |
| ------------------ | --------------- | ------------- | --------------- | ------------ | ---- | ---- | ---- | ---- | ---- | ---- | ---- | ----- |
| لیگ ۱              | ۱۱ اوت ۲۰۱۹     | ۲۹ فوریه ۲۰۲۰ | روز ۱           | قهرمان       | ۲۷   | ۲۲   | ۲    | ۳    | ۷۵   | ۲۴   | ۵۱+  | ۰۸۱   |
| کوپ دِ فرانس        | ۵ ژانویه ۲۰۲۰   | ۲۴ ژوئیه ۲۰۲۰ | مرحله یک سی‌ودوم | قهرمان       | ۶    | ۶    | ۰    | ۰    | ۲۱   | ۲    | ۱۹+  | ۱۰۰   |
| کوپ دِ لا لیگ       | ۱۸ دسامبر ۲۰۱۹  | ۳۱ ژوئیه ۲۰۲۰ | مرحله یک‌هشتم    | قهرمان       | ۴    | ۳    | ۱    | ۰    | ۱۳   | ۲    | ۱۱+  | ۰۷۵   |
| تروفی دِ شامپیون    | ۳ اوت ۲۰۱۹      | ۳ اوت ۲۰۱۹    | فینال‌           | قهرمان       | ۱    | ۱    | ۰    | ۰    | ۲    | ۱    | ۱+   | ۱۰۰   |
| لیگ قهرمانان اروپا | ۱۸ سپتامبر ۲۰۱۹ | ۲۳ اوت ۲۰۲۹   | مرحله گروهی     | نایب‌قهرمان   | ۱۱   | ۸    | ۱    | ۲    | ۲۵   | ۶    | ۱۹+  | ۰۷۳   |
| مجموع              | مجموع           | مجموع         | مجموع           | مجموع        | ۴۹   | ۴۰   | ۴    | ۵    | ۱۳۶  | ۳۵   | ۱۰۱+ | ۰۸۲   |

آخرین به‌روزرسانی در: ۲۳ اوت ۲۰۲۰

منبع: رقابت‌ها

### سوپرجام فرانسه
| ۳ اوت ۲۰۱۹ فینال   | پاری سن-ژرمن                                                                   | ۲–۱   | رن                                       | شنژن                                                        |
| ۱۳:۳۰ CEST (UTC+۲) | توما مونیه '۷ · برنات '23 · ام‌باپه ۵۷'، '۹۰+۳ · دی‌ماریا ۷۳'، '۷۴ · سارابیا '۹۰ | گزارش | هونو ۱۳' · بوریجو '۴۵+۲ · لیا سیلیکی '۷۲ | ورزشگاه: شنژن یونیورساد تماشاگران: ۲۲٬۰۴۵ داور: بنوا باستین |

### لیگ ۱

#### جدول لیگ
| رتبه | تیم              | بازی | برد | مساوی | باخت | گل زده | گل خورده | گل تفاضل | امتیاز | PPG  | صعود یا سقوط                              |
| ---- | ---------------- | ---- | --- | ----- | ---- | ------ | -------- | -------- | ------ | ---- | ----------------------------------------- |
| ۱    | پاری سن-ژرمن (C) | ۲۷   | ۲۲  | ۲     | ۳    | ۷۵     | ۲۴       | ۵۱+      | ۶۸     | ۲٫۵۲ | راه‌یابی به مرحله گروهی لیگ قهرمانان اروپا |
| ۲    | مارسی            | ۲۸   | ۱۶  | ۸     | ۴    | ۴۱     | ۲۹       | ۱۲+      | ۵۶     | ۲٫۰۰ | راه‌یابی به مرحله گروهی لیگ قهرمانان اروپا |
| ۳    | رن               | ۲۸   | ۱۵  | ۵     | ۸    | ۳۸     | ۲۴       | ۱۴+      | ۵۰     | ۱٫۷۹ | راه‌یابی به مرحله گروهی لیگ قهرمانان اروپا |
| ۴    | لیل              | ۲۸   | ۱۵  | ۴     | ۹    | ۳۵     | ۲۷       | ۸+       | ۴۹     | ۱٫۷۵ | راه‌یابی به مرحله گروهی لیگ اروپا          |
| ۵    | نیس              | ۲۸   | ۱۱  | ۸     | ۹    | ۴۱     | ۳۸       | ۳+       | ۴۱     | ۱٫۴۶ | راه‌یابی به مرحله گروهی لیگ اروپا          |

1. ↑  از آنجا که قهرمان جام حذفی و جام اتحادیه، پاری سن ژرمن، جواز حضور در مرحله گروهی لیگ قهرمانان اروپا ۲۱–۲۰۲۰ را به دست آورد، سهمیه‌ای که به قهرمان جام حذفی داده می‌شود (حضور در مرحله گروهی لیگ اروپا) به تیم رده پنجم و سهمیه‌ای که به قهرمان جام اتحادیه (مرحله دوم مقدماتی لیگ اروپا) داده می‌شد، به تیم رده ششم اهدا شد.
2. 1 2  نیس در امتیازات رو در رو از رنس برتری داشت: نیس ۲–۰ رنس، رنس ۱–۱ نیس.

#### خلاصه نتایج
| مجموع | مجموع  | مجموع | مجموع | مجموع | مجموع | مجموع | مجموع | خانه | خانه | خانه | خانه | خانه | خانه | مهمان | مهمان | مهمان | مهمان | مهمان | مهمان |
| بازی  | امتیاز | پ     | ت     | ش     | گ‌ز    | گ‌خ    | ت‌گ    | پ    | ت    | ش    | گ‌ز   | گ‌خ   | ت‌گ   | پ     | ت     | ش     | گ‌ز    | گ‌خ    | ت‌گ    |
| ----- | ------ | ----- | ----- | ----- | ----- | ----- | ----- | ---- | ---- | ---- | ---- | ---- | ---- | ----- | ----- | ----- | ----- | ----- | ----- |
| ۲۷    | ۶۸     | ۲۲    | ۲     | ۳     | ۷۵    | ۲۴    | ۵۱+   | ۱۲   | ۱    | ۱    | ۴۴   | ۱۱   | ۳۳+  | ۱۰    | ۱     | ۲     | ۳۱    | ۱۳    | ۱۸+   |

آخرین بروزرسانی: ۲۹ فوریه ۲۰۲۰

منبع: لیگ ۱

پ = پیروزی؛ ت = تساوی؛ ش = شکست؛ گ‌ز = گل زده؛ گ‌خ = گل خورده؛ ت‌گ = تفاضل گل

#### نتایج براساس هفته
| هفته    | 1 | 2 | 3 | 4 | 5 | 6 | 7 | 8 | 9 | 10 | 11 | 12 | 13 | 14 | 15 | 16 | 17 | 18 | 19 | 20 | 21 | 22 | 23 | 24 | 25 | 26 | 27 | 28 | 29 | 30 | 31 | 32 | 33 | 34 | 35 | 36 | 37 | 38 |
| ------- | - | - | - | - | - | - | - | - | - | -- | -- | -- | -- | -- | -- | -- | -- | -- | -- | -- | -- | -- | -- | -- | -- | -- | -- | -- | -- | -- | -- | -- | -- | -- | -- | -- | -- | -- |
| ورزشگاه | خ | م | خ | م | خ | م | خ | م | خ | م  | خ  | م  | م  | خ  | خ  | م  | م  | خ  | خ  | م  | م  | خ  | م  | خ  | م  | خ  | خ  | م  | خ  | م  | خ  | م  | خ  | م  | خ  | م  | خ  | م  |
| نتیجه   | پ | ش | پ | پ | پ | پ | ش | پ | پ | پ  | پ  | ش  | پ  | پ  | پ  | پ  | پ  | پ  | ت  | پ  | پ  | پ  | پ  | پ  | ت  | پ  | پ  | ل  | ل  | ل  | ل  | ل  | ل  | ل  | ل  | ل  | ل  | ل  |
| جایگاه  | ۲ | ۸ | ۳ | ۱ | ۱ | ۱ | ۱ | ۱ | ۱ | ۱  | ۱  | ۱  | ۱  | ۱  | ۱  | ۱  | ۱  | ۱  | ۱  | ۱  | ۱  | ۱  | ۱  | ۱  | ۱  | ۱  | ۱  | ۱  | ۱  | ۱  | ۱  | ۱  | ۱  | ۱  | ۱  | ۱  | ۱  | ۱  |

#### بازی‌ها
جدول زمانی لیگ ۱ در تاریخ ۱۴ ژوئن ۲۰۱۹ اعلام شد. در پی شیوع ویروس کرونا، تمام بازی‌های لیگ ۱ از سوی LFP (لیگ فوتبال حرفه‌ای) از تاریخ ۱۳ مارس ۲۰۲۰ تا اطلاع ثانوی به تعویق افتاد. در تاریخ ۲۸ آوریل ۲۰۲۰، پس از آنکه دولت برگزاری تمام رقابت‌های ورزشی را تا ماه سپتامبر ممنوع کرد، اعلام شد که سایر بازی‌های لیگ ۱ و لیگ ۲ برگزار نخواهد شد. در ۳۰ آوریل ۲۰۲۰، LFP به‌طور رسمی اتمام فصل ۲۰–۲۰۱۹ را اعلام کرد.
| ۱۱ اوت ۲۰۱۹ ۱      | پاری سن-ژرمن                                                                | ۳–۰   | نیم | پاریس                                                    |
| ۲۱:۰۰ CEST (UTC+۲) | کاوانی ۲۴' (پنالتی) · وراتی '۴۵+۱ · ام‌باپه ۵۶' · دراکسلر '۶۱ · دی ماریا ۶۹' | گزارش |     | ورزشگاه: پارک دِ پرنس تماشاگران: ۴۷٬۱۵۱ داور: کلمن تورپین |

| ۱۸ اوت ۲۰۱۹ ۲      | رن                                      | ۲–۱   | پاری سن-ژرمن                                                      | رن                                                        |
| ۲۱:۰۰ CEST (UTC+۲) | نیانگ ۴۴' · دل کاستیو ۴۸' · سیباچیو '۸۵ | گزارش | کاوانی ۳۶'، '۸۸ · دراکسلر '۴۲ · مونیه '۵۴ · وراتی '۵۸ · برنات '۶۷ | ورزشگاه: روازون پارک تماشاگران: ۲۸٬۵۹۶ داور: آنتونی گوتیه |

| ۲۵ اوت ۲۰۱۹ ۳      | پاری سن-ژرمن                                                   | ۴–۰   | تولوز | پاریس                                                   |
| ۲۱:۰۰ CEST (UTC+۲) | چوپو-موتینگ ۵۰'، ۷۵' · گونکالوز ۵۵' (گل‌به‌خودی) · مارکینیوس ۸۳' | گزارش |       | ورزشگاه: پارک دِ پرنس تماشاگران: ۴۷٬۳۲۵ داور: ژروم بریزا |

| ۳۰ اوت ۲۰۱۹ ۴      | متس        | ۰–۲   | پاری سن-ژرمن                           | متس                                                        |
| ۲۰:۴۵ CEST (UTC+۲) | فوفانا '۲۷ | گزارش | دی‌ماریا ۱۱' (پنالتی) · چوپو-موتینگ ۴۴' | ورزشگاه: سن-سیمفورین تماشاگران: ۲۰٬۶۸۵ داور: فرانک اشنایدر |

| ۱۴ سپتامبر ۲۰۱۹ ۵  | پاری سن-ژرمن                             | ۱–۰   | استراسبورگ            | پاریس                                                     |
| ۱۷:۳۰ CEST (UTC+۲) | کروزوا '۴۵+۳ · نیمار ۹۰+۲' · وراتی '۹۰+۴ | گزارش | بلگارد '۴۵ آژورکی '۷۱ | ورزشگاه: پارک دِ پرنس تماشاگران: ۴۷٬۵۰۵ داور: آمائوری دِلِرو |

| ۲۲ سپتامبر ۲۰۱۹ ۶  | لیون     | ۰–۱   | پاری سن-ژرمن          | دسین شارپیو                                        |
| ۲۱:۰۰ CEST (UTC+۲) | کونه '۷۶ | گزارش | دیالو '۳۳ · نیمار ۸۸' | ورزشگاه: گروپاما تماشاگران: ۵۴٬۵۸۳ داور: رودی بوکه |

| ۲۵ سپتامبر ۲۰۱۹ ۷  | پاری سن-ژرمن | ۰–۲   | رنس                                               | پاریس                                                       |
| ۲۱:۰۰ CEST (UTC+۲) | برنات '۴۵+۳  | گزارش | کامارا ۲۹' · دونیس '۴۰ · رایکوویچ '۸۳ · دیا ۹۰+۴' | ورزشگاه: پارک دِ پرنس تماشاگران: ۴۷٬۳۷۶ داور: فرانسوا لتکسیه |

| ۲۸ سپتامبر ۲۰۱۹ ۸  | بوردو | ۰–۱   | پاری سن-ژرمن                                           | بوردو                                                |
| ۱۷:۳۰ CEST (UTC+۲) |       | گزارش | مارکینیوس '۳۰ · نیمار ۷۰' · دی ماریا '۷۲ · وراتی '۹۰+۲ | ورزشگاه: نیوبوردو تماشاگران: ۳۹٬۲۱۵ داور: ژروم بریزا |

| ۵ اکتبر ۲۰۱۹ ۹     | پاری سن-ژرمن                                                         | ۴–۰   | آنژه          | پاریس                                                    |
| ۱۷:۳۰ CEST (UTC+۲) | سارابیا ۱۳'، '۲۳ · ایکاردی ۳۷' · گی ۵۹' · نیمار '۸۲، ۹۰' · پاردس '۸۶ | گزارش | پریرا لاژ '۵۳ | ورزشگاه: پارک دِ پرنس تماشاگران: ۴۷٬۷۰۰ داور: ویلی دلایود |

| ۱۸ اکتبر ۲۰۱۹ ۱۰   | نیس                                                 | ۱–۴   | پاری سن-ژرمن                                                              | نیس                                                          |
| ۲۰:۴۵ CEST (UTC+۲) | سیپرین '۲۴ '۷۴ · گاناگو ۶۷' · هرل '۷۷ · دانته '۹۰+۳ | گزارش | دی ماریا ۱۵'، ۲۱' · کروزوا '۷۲ · کیمپمبه '۸۶ · ام‌باپه ۸۸' · ایکاردی ۹۰+۲' | ورزشگاه: آلیانز ریویرا تماشاگران: ۳۲٬۷۰۵ داور: فرانسوا لتکسه |

| ۲۷ اکتبر ۲۰۱۹ ۱۱  | پاری سن-ژرمن                                               | ۴–۰   | مارسی     | پاریس                                                     |
| ۲۱:۰۰ CET (UTC+۱) | ایکاردی ۱۰'، ۲۶' · ام‌باپه ۳۲'، ۴۴' · داگبا '۳۹ · برنات '۵۹ | گزارش | ساکای '۶۲ | ورزشگاه: پارک دِ پرنس تماشاگران: ۴۷٬۹۲۶ داور: بنوا باستیان |

| ۱ نوامبر ۲۰۱۹ ۱۲  | دیژون                                                 | ۲–۱   | پاری سن-ژرمن                             | دیژون                                                 |
| ۲۰:۴۵ CET (UTC+۱) | اندونگ '۱۲ · کادیز '۱۴، ۴۷' · شویار ۴۵+۶' · مندیل '۵۸ | گزارش | کیمپمبه '۱۵ · ام‌باپه ۱۹' · دراکسلر '۹۰+۲ | ورزشگاه: گستون ژرار تماشاگران: ۱۴٬۸۵۹ داور: رودی بوکه |

| ۹ نوامبر ۲۰۱۹ ۱۳  | برستوا                   | ۱–۲   | پاری سن-ژرمن                                           | برست                                                             |
| ۱۷:۳۰ CET (UTC+۱) | گراندسر ۷۲' · کورت '۹۰+۵ | گزارش | دی ماریا ۳۹' · دراکسلر '۷۴ · ایکاردی ۸۵' · دیالو '۹۰+۱ | ورزشگاه: ورزشگاه فرانسیس-لا لی تماشاگران: ۱۵٬۱۴۴ داور: میکل لساژ |

| ۲۲ نوامبر ۲۰۱۹ ۱۴ | پاری سن-ژرمن                                         | ۲–۰   | لیل | پاریس                                                   |
| ۲۰:۴۵ CET (UTC+۱) | ایکاردی ۱۷' · کیمپمبه '۲۰ · مونیه '۳۰ · دی ماریا ۳۱' | گزارش |     | ورزشگاه: پارک دِ پرنس تماشاگران: ۴۷٬۴۷۶ داور: ویای دلاژو |

| ۴ دسامبر ۲۰۱۹ ۱۶  | پاری سن-ژرمن                                  | ۲–۰   | نانت               | پاریس                                                     |
| ۲۱:۰۵ CET (UTC+۱) | دراکسلر '۳۴ · ام‌باپه ۵۲' · نیمار ۸۵' (پنالتی) | گزارش | عبید '۲۹ بامبا '۳۹ | ورزشگاه: پارک دِ پرنس تماشاگران: ۴۷٬۴۸۵ داور: آمائوری دِلِرو |

| ۷ دسامبر ۲۰۱۹ ۱۷  | مون‌پلیه                                                                  | ۱–۳   | پاری سن-ژرمن                                                             | مون‌پلیه                                                 |
| ۱۷:۳۰ CET (UTC+۱) | مندز '۵ '۷۳ · پاردس ۴۱' (گل‌به‌خودی) · اُیونگو '۴۵+۳ · شوتار '۷۹ · سوکه '۸۵ | گزارش | دیالو '۴۲ · برنات '۵۹ · نیمار ۷۴' · ام‌باپه ۷۶' · ایکاردی ۸۱' · سیلوا '۸۳ | ورزشگاه: دِ لا موسون تماشاگران: ۲۰٬۱۹۷ داور: آنتونی گویه |

| ۱۵ دسامبر ۲۰۱۹ ۱۸ | سن-اتین                 | ۰–۴   | پاری سن-ژرمن                                         | سن-اتین                                                 |
| ۲۱:۰۰ CET (UTC+۱) | ترائوکو '۲۰ · آهولو '۲۵ | گزارش | نیمار ۹' · دیالو '۴۰ · ام‌باپه ۴۳'، ۸۹' · ایکاردی ۷۲' | ورزشگاه: ژوفروا-گیشار تماشاگران: ۳۶٬۳۹۱ داور: رودی بوکه |

| ۲۱ دسامبر ۲۰۱۹ ۱۹ | پاری سن-ژرمن                              | ۴–۱   | آمیان                  | پاریس                                                    |
| ۲۰:۴۵ CET (UTC+۱) | ام‌باپه ۱۰'، ۶۵' · نیمار ۴۶' · ایکاردی ۸۴' | گزارش | ناهور '۲۸ · مندوزا ۷۰' | ورزشگاه: پارک دِ پرنس تماشاگران: ۴۷٬۶۹۳ داور: اریک واتلیر |

| ۱۲ ژانویه ۲۰۲۰ ۲۰ | پاری سن-ژرمن                                      | ۳–۳   | موناکو                                                                          | پاریس                                                     |
| ۲۱:۰۰ CET (UTC+۱) | نیمار ۳'، ۴۲' (پنالتی) · بالو-توره ۲۴' (گل‌به‌خودی) | گزارش | مارچینس ۷' · کیتا '۱۰ · بن یدر ۱۳' · سلیمانی ۷۰' · باکایوکو '۸۴ · بالو-توره '۸۸ | ورزشگاه: پارک دِ پرنس تماشاگران: ۴۷٬۵۸۰ داور: آنتونی گوتیه |

| ۱۵ ژانویه ۲۰۲۰ ۱۵ | موناکو                       | ۱–۴   | پاری سن-ژرمن                                                                    | موناکو                                                 |
| ۲۱:۰۰ CET (UTC+۱) | گلیک '۴۵ · باکایوکو '۸۱، ۸۷' | گزارش | ام‌باپه ۲۴'، ۹۰+۱' · نیمار ۴۵+۲' (پنالتی) · کواسی '۶۸ · سارابیا ۷۲' · کروزوا '۸۶ | ورزشگاه: لویی II تماشاگران: ۱۱٬۲۱۴ داور: فرانسوا لتکسه |
| یادداشت: این بازی در ابتدا برای تاریخ ۱ دسامبر ۲۰۱۹ برنامه‌ریزی شده بود، اما به علت شرایط نامطلوب آب و هوایی به تعویق افتاد، و در ۱۵ ژانویه ۲۰۲۰ برگزار شد. |                              |       |                                                                                 |                                                        |

| ۲۶ ژانویه ۲۰۲۰ ۲۱ | لیل                             | ۰–۲   | پاری سن-ژرمن                     | وینو دسک                                                  |
| ۲۱:۰۰ CET (UTC+۱) | منداوا '۱۰ آندری '۳۸ گابریل '۵۱ | گزارش | نیمار ۲۸'، ۵۲' (پنالتی) · گی '۸۱ | ورزشگاه: پیر مائوروی تماشاگران: ۴۹٬۱۳۲ داور: آمائوری دِلِرو |

| ۱ فوریه ۲۰۲۰ ۲۲   | پاری سن-ژرمن | ۵–۰   | مون‌پلیه                                         | پاریس                                                   |
| ۱۷:۳۰ CET (UTC+۱) | سارابیا ۸' · کیمپمبه '۳۳ · نیمار '۳۸ · دی ماریا ۴۱' · کونگری ۴۴' (گل‌به‌خودی) · ام‌باپه ۵۷' · کروزوا ۶۵' · پاردس '۸۴ | گزارش | برتود '۱۷ · موله '۳۹ · شوتار '۸۱ '۸۸ · سوکه '۸۶ | ورزشگاه: پارک دِ پرنس تماشاگران: ۴۷٬۷۰۱ داور: ژروم بریزا |

| ۴ فوریه ۲۰۲۰ ۲۳   | نانت                    | ۱–۲   | پاری سن-ژرمن                                                               | نانت                                                       |
| ۲۱:۰۵ CET (UTC+۱) | سیمون ۶۸' · ترائوره '۸۵ | گزارش | ایکاردی ۲۹' · وراتی '۳۶ · کرر ۵۷' · مونیه '۷۶ · دی‌ماریا '۹۰ · کروزوا '۹۰+۲ | ورزشگاه: دِ لا بوژوار تماشاگران: ۳۴٬۳۰۷ داور: فرانک اشنایدر |

| ۹ فوریه ۲۰۲۰ ۲۴   | پاری سن-ژرمن | ۴–۲   | لیون                                                 | پاریس                                                    |
| ۱۷:۳۰ CET (UTC+۱) |              | گزارش | تری ۵۲' · دمبله ۵۹' · توکو اکامبی '۹۰ · مارسلو '۹۰+۲ | ورزشگاه: پارک دِ پرنس تماشاگران: ۴۷٬۵۲۹ داور: کلمن تورپین |

| ۱۵ فوریه ۲۰۲۰ ۲۵  | آمیان                                                              | ۴–۴   | پاری سن-ژرمن                                                     | آمین                                                  |
| ۱۷:۳۰ CET (UTC+۱) | گیراسی ۵'، ۹۰+۱'، '۹۰+۲ · کاکوتا ۲۹'، '۸۱ · دیاباته ۴۰' · بلین '۷۱ | گزارش | هررا ۴۵' · باکر '۴۹ · کواسی ۶۰'، ۶۵' · ایکاردی ۷۴' · وراتی '۹۰+۲ | ورزشگاه: لیکورن تماشاگران: ۱۲٬۰۰۰ داور: حکیم بن الحاج |

| ۲۳ فوریه ۲۰۲۰ ۲۶  | پاری سن-ژرمن                                                                                     | ۴–۳   | بوردو                                                         | پاریس                                                   |
| ۲۱:۰۰ CET (UTC+۱) | کاوانی ۲۵'٬ '۴۵+۶ · مارکینیوس ۴۵+۱'، ۶۳' · نیمار '۴۵+۶ '۹۰+۳ · گی '۵۶ · ام‌باپه ۶۹' · کیمپمبه '۸۵ | گزارش | هانگ ۱۸' · کواتنگ '۴۵+۱ · پابلو ۴۵+۵' · باشیچ '۶۴ · پاردو ۸۳' | ورزشگاه: پارک دِ پرنس تماشاگران: ۴۷٬۷۷۱ داور: ویلی دلاژو |

| ۲۹ فوریه ۲۰۲۰ ۲۷  | پاری سن-ژرمن                                             | ۴–۰   | دیژون | پاریس                                                      |
| ۱۷:۳۰ CET (UTC+۱) | سارابیا ۳' · برنات '۱۶ · ام‌باپه ۷۴'، ۹۰+۱' · ایکاردی ۷۶' | گزارش |       | ورزشگاه: پارک دِ پرنس تماشاگران: ۴۷٬۵۴۲ داور: توماس لئونارد |

| ۲۸                 | استراسبورگ | لغو شد | پاری سن-ژرمن | استراسبورگ         |
| --:-- CEST (UTC+۲) |            |        |              | ورزشگاه: دِ لا مینو |

| ۲۹                 | پاری سن-ژرمن | لغو شد | نیس | پاریس                |
| --:-- CEST (UTC+۲) |              |        |     | ورزشگاه: پارک دِ پرنس |

| ۳۰                 | مارسی | لغو شد | پاری سن-ژرمن | مارسی            |
| --:-- CEST (UTC+۲) |       |        |              | ورزشگاه: ولودروم |

| ۳۱                 | پاری سن-ژرمن | لغو شد | متس | پاریس                |
| --:-- CEST (UTC+۲) |              |        |     | ورزشگاه: پارک دِ پرنس |

| ۳۲                 | آنژه | لغو شد | پاری سن-ژرمن | آنژه                 |
| --:-- CEST (UTC+۲) |      |        |              | ورزشگاه: ریموند کوپا |

| ۳۳                 | پاری سن-ژرمن | لغو شد | سن-اتین | پاریس                |
| --:-- CEST (UTC+۲) |              |        |         | ورزشگاه: پارک دِ پرنس |

| ۳۴                 | رنس | لغو شد | پاری سن-ژرمن | رنس                 |
| --:-- CEST (UTC+۲) |     |        |              | ورزشگاه: آگوست دلون |

| ۳۵                 | پاری سن-ژرمن | لغو شد | برستوا | پاریس                |
| --:-- CEST (UTC+۲) |              |        |        | ورزشگاه: پارک دِ پرنس |

| ۳۶                 | تولوز | لغو شد | پاری سن-ژرمن | تولوز          |
| --:-- CEST (UTC+۲) |       |        |              | ورزشگاه: تولوز |

| ۳۷                 | پاری سن-ژرمن | لغو شد | رن | پاریس                |
| --:-- CEST (UTC+۲) |              |        |    | ورزشگاه: پارک دِ پرنس |

| ۳۸                 | نیم | لغو شد | پاری سن-ژرمن | نیم             |
| --:-- CEST (UTC+۲) |     |        |              | ورزشگاه: کوستیر |

### جام حذفی
| ۵ ژانویه ۲۰۲۰ یک ۳۲ام | لیناز-مونلری | ۰–۶   | پاری سن-ژرمن                                                     | بوندوفل                                                            |
| ۲۰:۵۵ CET (UTC+۱)     |              | گزارش | عَوشیش ۳۰' · کاوانی ۴۰'، ۶۰' · سارابیا ۶۳'، ۶۸' · چوپو-موتینگ ۸۷' | ورزشگاه: ورزشگاه روبرت بابین تماشاگران: ۱۴٬۹۸۷ داور: فرانک اشنایدر |

| ۱۹ ژانویه ۲۰۲۰ یک شانزدهم | لوریان | ۰–۱   | پاری سن-ژرمن            | لورن                                                  |
| ۲۰:۵۵ CET (UTC+۱)         |        | گزارش | پاردس '۶۴ · سارابیا ۸۰' | ورزشگاه: دو موستوار تماشاگران: ۱۴٬۰۰۰ داور: کریم عابد |

| ۲۹ ژانویه ۲۰۲۰ یک‌هشتم | پو        | ۰–۲   | پاری سن-ژرمن                 | پو                                                 |
| ۱۸:۳۰ CET (UTC+۱)     | بایار '۵۱ | گزارش | پاردس ۲۵'، '۴۲ · سارابیا ۵۳' | ورزشگاه: دو آمو تماشاگران: ۱۶٬۷۰۷ داور: فلورن باتا |

| ۱۲ فوریه ۲۰۲۰ یک‌چهارم | دیژون     | ۱–۶   | پاری سن-ژرمن                                                                                 | دیژون                                                    |
| ۱۸:۳۰ CET (UTC+۱)     | شویار ۱۳' | گزارش | لوتووا ۱' (گل‌به‌خودی) · ام‌باپه ۴۴' · سیلوا ۵۰' · سارابیا ۵۶'، ۹۰+۱' · کولیبالی ۸۶' (گل‌به‌خودی) | ورزشگاه: گستون ژرار تماشاگران: ۱۴٬۱۹۳ داور: بنووا باستین |

| ۴ مارس ۲۰۲۰ نیمه‌نهایی | لیون                                 | ۱–۵   | پاری سن-ژرمن                                                                                 | دسین شارپیو                                        |
| ۲۱:۱۰ CET (UTC+۱)     | تری ۱۱' · مارسال '۳۶ '۶۱ · دوبیس '۶۶ | گزارش | ام‌باپه ۱۴'، ۷۰'، ۹۰+۲'، '۶۴ · کروزوا '۳۰ · مونیه '۵۵ · نیمار ۶۴' (پنالتی)، '۸۵ · سارابیا ۸۲' | ورزشگاه: گروپاما تماشاگران: ۴۲٬۵۰۰ داور: رودی بوکه |

| ۲۴ ژوئیه ۲۰۲۰ فینال | پاری سن-ژرمن                                                 | ۱–۰   | سن-اتین                                                                                       | سن دنی                                              |
| ۲۱:۱۰ CET (UTC+۱) | نیمار ۱۴' · باکر '۲۹ · پاردس '۲۹ · وراتی '۳۱ · مارکینیوس '۳۵ | گزارش | ماسون '۲ · مولان '۲۹ · رومان حمومه '۲۹ · پرین '۳۱ · کامارا '۳۷ · یان ام-ویلا '۵۱ · فوفانا '۹۰ | ورزشگاه: فرانسه تماشاگران: ۲٬۸۰۵ داور: آمائوری دِلِرو |
| یادداشت: این بازی در ابتدا برای ۲۵ آوریل برنامه‌ریزی شده بود، اما به دنبال شیوع ویروس کرونا در فرانسه به تعویق افتاد و در تاریخ ۲۴ ژوئیه برگزار شد. |                                                              |       |                                                                                               |                                                     |

### جام اتحادیه
| ۱۸ دسامبر ۲۰۱۹ یک‌هشتم | لو مان                     | ۱–۴   | پاری سن-ژرمن                                                                     | لو مان                                                 |
| ۲۱:۰۵ CET (UTC+۱)     | بویه-کان '۱۶ · مانزالا ۵۳' | گزارش | وراتی '۱۰ · سارابیا ۲۱' · چوپو-موتینگ ۴۰' · ام‌باپه ۴۱' · دی‌ماریا ۴۷' · کواسی '۷۰ | ورزشگاه: MM آرنا تماشاگران: ۲۴٬۴۲۵ داور: حکیم بن الحاج |

| ۸ ژانویه ۲۰۲۰ یک‌چهارم | پاری سن-ژرمن                                                         | ۶–۱   | سن-اتین                                             | پاریس                                                    |
| ۲۱:۰۵ CET (UTC+۱)     | ایکاردی ۲'، ۴۹'، ۵۷' · نیمار ۳۹' · مولان ۴۴' (گل‌به‌خودی) · ام‌باپه ۶۷' | گزارش | کامارا '11 · فوفانا '۱۳ '۳۱ · دبوشی '۲۵ · کابای ۷۱' | ورزشگاه: پارک دِ پرنس تماشاگران: ۴۷٬۶۷۷ داور: کلمن تورپین |

| ۲۲ ژانویه ۲۰۲۰ نیمه‌نهایی | رنس                       | ۰–۳   | پاری سن-ژرمن                                                                           | رنس                                                   |
| ۲۱:۰۰ CET (UTC+۱)        | مونتسی '۷۴ · رایکوویچ '۸۵ | گزارش | مارکینیوس ۹' · کونان ۳۱' (گل‌به‌خودی) · دراکسلر '۳۸ · کواسی ۷۷' · وراتی '۸۲ · ام‌باپه '۹۰ | ورزشگاه: آگوست دلون تماشاگران: ۲۰٬۴۳۷ داور: میکل لساژ |

| ۳۱ ژوئیه ۲۰۲۰ فینال | پاری سن-ژرمن                                             | ۰–۰ (و.ا.) (۶–۵ پنالتی)                               | لیون                                                | سن-دنی                                           |
| ۲۱:۱۰ CEST (UTC+۲) | سیلوا '۵۵ هررا '۷۹ مارکینیوس '۹۴ پاردس '۱۰۰ دی‌ماریا '۱۱۵ | گزارش                                                 | کاکورت '۱۹ · گیماریس '۶۱ · مارسال '۹۴ · رافائل '۱۱۹ | ورزشگاه: فرانس تماشاگران: ۵٬۰۰۰ داور: ژروم بریزا |
| | ضربات پنالتی                                             |                                                       |                                                     |                                                  |
| دی‌ماریا · وراتی · پاردس · هررا · نیمار · سارابیا                                                                                 |                                                          | آندرسن · توکو اکامبی · کاکورت · منجس · عوار · ترائوره |                                                     |                                                  |
| یادداشت: این بازی در ابتدا برای ۴ آوریل برنامه‌ریزی شده بود که به دنبال شیوع ویروس کرونا به تعویق افتاد، و در ۳۱ ژوئیه برگزار شد. |                                                          |                                                       |                                                     |                                                  |

### لیگ قهرمانان اروپا

#### مرحله گروهی
| رتبه | تیم          | بازی | ب | م | ش | گ‌ز | گ‌خ | ت   | ام | راه‌یابی             |
| ---- | ------------ | ---- | - | - | - | -- | -- | --- | -- | ------------------- |
| ۱    | پاری سن ژرمن | ۶    | ۵ | ۱ | ۰ | ۱۷ | ۲  | ۱۵+ | ۱۶ | صعود به مرحله حذفی  |
| ۲    | رئال مادرید  | ۶    | ۳ | ۲ | ۱ | ۱۴ | ۸  | ۶+  | ۱۱ | صعود به مرحله حذفی  |
| ۳    | بروژ         | ۶    | ۰ | ۳ | ۳ | ۴  | ۱۲ | ۸-  | ۳  | انتقال به لیگ اروپا |
| ۴    | گالاتاسرای   | ۶    | ۰ | ۲ | ۴ | ۱  | ۱۴ | ۱۳- | ۲  |                     |

| پاریس | رئال | بروژ | گالاتاسرای |
| ----- | ---- | ---- | ---------- |
| —     | ۳–۰  | ۱–۰  | ۵–۰        |
| ۲–۲   | —    | ۲–۲  | ۶–۰        |
| ۰–۵   | ۱–۳  | —    | ۰–۰        |
| ۰–۱   | ۰–۱  | ۱–۱  | —          |

| ۱۸ سپتامبر ۲۰۱۹ ۱  | پاری سن-ژرمن                                      | ۳–۰   | رئال مادرید                         | پاریس                                                                |
| ۲۱:۰۰ CEST (UTC+۲) | دی‌ماریا ۱۴'، ۳۳'، '۸۲ · مونیه ۹۰+۱' · برنات '۹۰+۳ | گزارش | کارواخال '۳۲ وینیسیوس '۸۲ واران '۸۹ | ورزشگاه: پارک دِ پرنس تماشاگران: ۴۶٬۳۶۱ داور: آنتونی تیلور (انگلستان) |

| ۱ اکتبر ۲۰۱۹ ۲     | گالاتاسرای  | ۰–۱   | پاری سن-ژرمن                               | استانبول                                                            |
| ۲۱:۰۰ CEST (UTC+۲) | مارکائو '۸۶ | گزارش | ایکاردی '۷، ۵۲' · دی‌ماریا '۸۰ · هررا '۹۰+۳ | ورزشگاه: ترک تلکام تماشاگران: ۴۶٬۵۳۲ داور: شیمون مارسینیاک (لهستان) |

| ۲۲ اکتبر ۲۰۱۹ ۳    | بروژ                    | ۰–۵   | پاری سن-ژرمن                                                                    | بروخه                                                                   |
| ۲۱:۰۰ CEST (UTC+۲) | دی کیتلائر '۳۳ ریتس '۷۷ | گزارش | ایکاردی ۷'، ۶' · چوپو-موتینگ '۱۵ · ام‌باپه ۶۱'، ۷۹'، ۸۳' · وراتی '۷۳ · مونیه '۸۵ | ورزشگاه: ورزشگاه یان برایدل تماشاگران: ۲۶٬۹۴۶ داور: دانیل زیبرت (آلمان) |

| ۶ نوامبر ۲۰۱۹ ۴   | پاری سن-ژرمن                              | ۱–۰   | کلوب بروژ  | پاریس                                                            |
| ۲۱:۰۰ CET (UTC+۱) | ایکاردی ۲۲' · وراتی '۵۴ · تیاگو سیلوا '۷۴ | گزارش | آلوارز '۲۶ | ورزشگاه: پارک دِ پرنس تماشاگران: ۴۷٬۴۱۸ داور: بابی مدن (اسکاتلند) |

| ۲۶ نوامبر ۲۰۱۹ ۵  | رئال مادرید                 | ۲–۲   | پاری سن-ژرمن                         | مادرید                                                                      |
| ۲۱:۰۰ CET (UTC+۱) | بنزما ۱۷'، ۷۹' · مارسلو '۶۸ | گزارش | ام‌باپه ۸۱' · سارابیا ۸۳' · مونیه '۸۹ | ورزشگاه: سانتیاگو برنابئو تماشاگران: ۷۵٬۵۳۴ داور: آرتور سوارش دیاش (پرتغال) |

| ۱۱ دسامبر ۲۰۱۹ ۶  | پاری سن-ژرمن                                                                          | ۵–۰   | گالاتاسرای                                                        | پاریس                                                              |
| ۲۱:۰۰ CET (UTC+۱) | ایکاردی ۳۲' · سارابیا ۳۵' · کروزوا '۴۵ · نیمار ۴۷' · ام‌باپه ۶۳' · کاوانی ۸۴' (پنالتی) | گزارش | بلهنده '۵۰ انزونزی '۵۷ موسلرا '۸۲ فالکائو '۸۲ اینان '۸۵ لمینا '۸۵ | ورزشگاه: پارک دِ پرنس تماشاگران: ۴۶٬۵۰۹ داور: ایشتوان کواچ (رومانی) |

#### مرحله حذفی
| ۱۸ فوریه ۲۰۲۰ یک‌هشتم (رفت) | دورتموند                   | ۲–۱   | پاری سن-ژرمن                                    | دورتموند                                                              |
| ۲۱:۰۰ CET (UTC+۱)          | ویتسل '۴۴ · هالند ۶۹'، ۷۷' | گزارش | گی '۵۴ · نیمار ۷۵'، '۶۰ · مونیه '۸۷ · وراتی '۸۹ | ورزشگاه: وستفالن تماشاگران: ۶۶٬۰۹۹ داور: آنتونیو متئو لائوس (اسپانیا) |

| ۱۱ مارس ۲۰۲۰ یک‌هشتم (برگشت) | پاری سن-ژرمن                                                                   | ۲–۰ (۳–۲ گ.ح.) | دورتموند                        | پاریس                                                         |
| ۲۱:۰۰ CET (UTC+۱)           | نیمار ۱۸'، '۹۰ · برنات ۱+۴۵'، '۶۸ · مارکینیوس '۹۰ · دی‌ماریا '۹۰ · ام‌باپه '۹۰+۳ | گزارش          | هالند '۱۶ · هوملس '۶۱ · جان '۸۹ | ورزشگاه: پارک دِ پرنس تماشاگران: ۰ داور: آنتونی تیلور (انگلیس) |

| ۱۲ اوت ۲۰۲۰ یک‌چهارم | آتالانتا                                                                                      | ۱–۲ | پاری سن ژرمن                                                         | لیسبون                                                   |
| ۲۱:۰۰ CEST (UTC+۲)  | پاشالیچ ۲۷' · دیمیسیتی '۳۷ · فرولر '۴۵+۱ · دی رون '۵۰ · زاپاتا '۵۳ · تولوی '۶۷ · پالومینو '۸۵ |     | برنات '۵۵ · هررا '۵۷ · پاردس '۷۵ · مارکینیوس ۹۰' · چوپو-موتینگ ۹۰+۳' | ورزشگاه: دا لوز تماشاگران: ۰ داور: آنتونی تیلور (انگلیس) |

| ۱۸ اوت ۲۰۲۰ نیمه‌نهایی | لایپزیش                          | ۰–۳   | پاری سن-ژرمن                                             | لیسبون                                                         |
| ۲۱:۰۰ CEST (UTC+۲)    | لیمر '۶۱ هالستنبرگ '۷۹ پولسن '۷۹ | گزارش | مارکینیوس ۱۳' · دی ماریا ۴۲' · کیمپمبه '۴۵+۲ · برنات ۵۶' | ورزشگاه: استادیو دا لوز تماشاگران: ۰ داور: بیورن کویپرس (هلند) |

| ۲۳ اوت ۲۰۲۰ فینال‌  | پاری سن-ژرمن                             | ۰–۱   | بایرن مونیخ                                                | لیسبون                                                     |
| ۲۱:۰۰ CEST (UTC+۲) | پاردس '۵۲ نیمار '۸۱ سیلوا '۸۴ کروزوا '۸۶ | گزارش | دیویز '۲۸ · گنابری '۵۲ · زوله '۵۶ · کومان ۵۹' · مولر '۹۰+۴ | ورزشگاه: دا لوز تماشاگران: ۰ داور: دنیله اورساتو (ایتالیا) |

## آمار

### آمار حضور و گل‌زنی
(به روز رسانی تاریخ ۱۵ اکتبر ۲۰۲۰)
| شماره                     | ملیت        | نام          | لیگ ۱       | لیگ ۱       | لیگ ۱       | لیگ ۱       | لیگ ۱       | لیگ قهرمانان اروپا | لیگ قهرمانان اروپا | لیگ قهرمانان اروپا | لیگ قهرمانان اروپا | لیگ قهرمانان اروپا | جام حذفی فرانسه | جام حذفی فرانسه | جام حذفی فرانسه | جام حذفی فرانسه | جام حذفی فرانسه | جام اتحادیه فرانسه | جام اتحادیه فرانسه | جام اتحادیه فرانسه | جام اتحادیه فرانسه | جام اتحادیه فرانسه | سوپرجام فرانسه | سوپرجام فرانسه | سوپرجام فرانسه | سوپرجام فرانسه | سوپرجام فرانسه | مجموع       | مجموع       | مجموع       | مجموع       | مجموع       |
| شماره                     | ملیت        | نام          | بازی        |             | پاس گل      |             | Red card    | بازی               |                    | پاس گل             |                    | Red card           | بازی            |                 | پاس گل          |                 | Red card        | بازی               |                    | پاس گل             |                    | Red card           | بازی           |                | پاس گل         |                | Red card       | بازی        |             | پاس گل      |             | Red card    |
| دروازه‌بان‌ها               | دروازه‌بان‌ها | دروازه‌بان‌ها  | دروازه‌بان‌ها | دروازه‌بان‌ها | دروازه‌بان‌ها | دروازه‌بان‌ها | دروازه‌بان‌ها | دروازه‌بان‌ها        | دروازه‌بان‌ها        | دروازه‌بان‌ها        | دروازه‌بان‌ها        | دروازه‌بان‌ها        | دروازه‌بان‌ها     | دروازه‌بان‌ها     | دروازه‌بان‌ها     | دروازه‌بان‌ها     | دروازه‌بان‌ها     | دروازه‌بان‌ها        | دروازه‌بان‌ها        | دروازه‌بان‌ها        | دروازه‌بان‌ها        | دروازه‌بان‌ها        | دروازه‌بان‌ها    | دروازه‌بان‌ها    | دروازه‌بان‌ها    | دروازه‌بان‌ها    | دروازه‌بان‌ها    | دروازه‌بان‌ها | دروازه‌بان‌ها | دروازه‌بان‌ها | دروازه‌بان‌ها | دروازه‌بان‌ها |
| ------------------------- | ----------- | ------------ | ----------- | ----------- | ----------- | ----------- | ----------- | ------------------ | ------------------ | ------------------ | ------------------ | ------------------ | --------------- | --------------- | --------------- | --------------- | --------------- | ------------------ | ------------------ | ------------------ | ------------------ | ------------------ | -------------- | -------------- | -------------- | -------------- | -------------- | ----------- | ----------- | ----------- | ----------- | ----------- |
| ۱                         | کاستاریکا   | ناواس        | ۲۱          | ۰           | ۰           | ۰           | ۰           | ۹                  | ۰                  | ۰                  | ۰                  | ۰                  | ۳               | ۰               | ۰               | ۰               | ۰               | ۲                  | ۰                  | ۰                  | ۰                  | ۰                  | ۰              | ۰              | ۰              | ۰              | ۰              | ۳۵          | ۰           | ۰           | ۰           | ۰           |
| ۱۶                        | اسپانیا     | سرخیو ریکو   | ۲           | ۰           | ۰           | ۰           | ۰           | ۲+۱                | ۰                  | ۰                  | ۰                  | ۰                  | ۳               | ۰               | ۰               | ۰               | ۰               | ۲                  | ۰                  | ۰                  | ۰                  | ۰                  | ۰              | ۰              | ۰              | ۰              | ۰              | ۱۰          | ۰           | ۰           | ۰           | ۰           |
| ۳۰                        | لهستان      | بووکا        | ۱           | ۰           | ۰           | ۰           | ۰           | ۰                  | ۰                  | ۰                  | ۰                  | ۰                  | ۰               | ۰               | ۰               | ۰               | ۰               | ۰                  | ۰                  | ۰                  | ۰                  | ۰                  | ۰              | ۰              | ۰              | ۰              | ۰              | ۱           | ۰           | ۰           | ۰           | ۰           |
| ۴۰                        | فرانسه      | اینوسن       | ۰           | ۰           | ۰           | ۰           | ۰           | ۰                  | ۰                  | ۰                  | ۰                  | ۰                  | ۰               | ۰               | ۰               | ۰               | ۰               | ۰                  | ۰                  | ۰                  | ۰                  | ۰                  | ۰              | ۰              | ۰              | ۰              | ۰              | ۰           | ۰           | ۰           | ۰           | ۰           |
| مدافعان                   |             |              |             |             |             |             |             |                    |                    |                    |                    |                    |                 |                 |                 |                 |                 |                    |                    |                    |                    |                    |                |                |                |                |                |             |             |             |             |             |
| ۲                         | برزیل       | تیاگو سیلوا  | ۲۰+۱[الف]   | ۰           | ۰           | ۱           | ۰           | ۹                  | ۰                  | ۰                  | ۲                  | ۰                  | ۳               | ۱               | ۱               | ۰               | ۰               | ۱                  | ۰                  | ۰                  | ۱                  | ۰                  | ۰+۱            | ۰              | ۰              | ۰              | ۰              | ۳۵          | ۱           | ۱           | ۴           | ۰           |
| ۳                         | فرانسه      | کیمپمبه      | ۱۴+۲        | ۰           | ۰           | ۶           | ۰           | ۱۰                 | ۰                  | ۰                  | ۱                  | ۰                  | ۰               | ۰               | ۰               | ۰               | ۰               | ۲                  | ۰                  | ۰                  | ۰                  | ۰                  | ۰              | ۰              | ۰              | ۰              | ۰              | ۲۸          | ۰           | ۰           | ۷           | ۰           |
| ۴                         | آلمان       | تیلو کرر     | ۵+۲         | ۱           | ۰           | ۰           | ۰           | ۴+۱                | ۰                  | ۰                  | ۰                  | ۰                  | ۵               | ۰               | ۰               | ۰               | ۰               | ۲+۱                | ۰                  | ۰                  | ۰                  | ۰                  | ۱              | ۰              | ۰              | ۰              | ۰              | ۲۱          | ۱           | ۰           | ۰           | ۰           |
| ۵                         | برزیل       | مارکینیوس    | ۱۵+۴        | ۳           | ۰           | ۱           | ۰           | ۱۱                 | ۲                  | ۰                  | ۲                  | ۰                  | ۲               | ۰               | ۰               | ۱               | ۰               | ۴                  | ۱                  | ۰                  | ۱                  | ۰                  | ۱              | ۰              | ۰              | ۰              | ۰              | ۳۷          | ۶           | ۰           | ۵           | ۰           |
| ۱۲                        | بلژیک       | توما مونیه   | ۱۴+۲        | ۰           | ۲           | ۳           | ۰           | ۵                  | ۱                  | ۱                  | ۳                  | ۰                  | ۲+۱             | ۰               | ۰               | ۱               | ۰               | ۲                  | ۰                  | ۱                  | ۰                  | ۰                  | ۱              | ۰              | ۰              | ۱              | ۰              | ۲۷          | ۱           | ۴           | ۸           | ۰           |
| ۱۴                        | اسپانیا     | برنات        | ۱۶+۲        | ۰           | ۴           | ۵           | ۰           | ۱۰                 | ۲                  | ۲                  | ۳                  | ۰                  | ۰+۲             | ۰               | ۰               | ۰               | ۰               | ۱                  | ۰                  | ۰                  | ۰                  | ۰                  | ۱              | ۰              | ۰              | ۱              | ۰              | ۳۲          | ۲           | ۶           | ۹           | ۰           |
| ۲۰                        | فرانسه      | کروزوا       | ۹+۵         | ۱           | ۰           | ۴           | ۰           | ۲+۲                | ۰                  | ۰                  | ۲                  | ۰                  | ۴+۱             | ۰               | ۱               | ۱               | ۰               | ۲                  | ۰                  | ۰                  | ۰                  | ۰                  | ۰              | ۰              | ۰              | ۰              | ۰              | ۲۵          | ۱           | ۱           | ۷           | ۰           |
| ۲۲                        | فرانسه      | دیالو        | ۱۴+۲        | ۰           | ۱           | ۴           | ۰           | ۱+۲                | ۰                  | ۰                  | ۰                  | ۰                  | ۱               | ۰               | ۰               | ۰               | ۰               | ۱+۱                | ۰                  | ۰                  | ۰                  | ۰                  | ۱              | ۰              | ۰              | ۰              | ۰              | ۲۳          | ۰           | ۱           | ۴           | ۰           |
| ۲۵                        | هلند        | میچل باکر    | ۱           | ۰           | ۰           | ۱           | ۰           | ۰                  | ۰                  | ۰                  | ۰                  | ۰                  | ۲+۱             | ۰               | ۰               | ۱               | ۰               | ۱                  | ۰                  | ۰                  | ۰                  | ۰                  | ۰              | ۰              | ۰              | ۰              | ۰              | ۵           | ۰           | ۰           | ۲           | ۰           |
| ۳۱                        | فرانسه      | کولین داگبا  | ۷+۳         | ۰           | ۰           | ۱           | ۰           | ۱                  | ۰                  | ۱                  | ۰                  | ۰                  | ۳+۱             | ۰               | ۱               | ۰               | ۰               | ۱                  | ۰                  | ۰                  | ۰                  | ۰                  | ۰              | ۰              | ۰              | ۰              | ۰              | ۱۶          | ۰           | ۲           | ۱           | ۰           |
| ۳۵                        | فرانسه      | نیانزو کواسی | ۴+۲         | ۲           | ۰           | ۱           | ۰           | ۱+۱                | ۰                  | ۰                  | ۰                  | ۰                  | ۳               | ۰               | ۰               | ۰               | ۰               | ۱+۱                | ۱                  | ۱                  | ۱                  | ۰                  | ۰              | ۰              | ۰              | ۰              | ۰              | ۱۳          | ۳           | ۱           | ۲           | ۰           |
| ۳۶                        | فرانسه      | امبه سوه     | ۱           | ۰           | ۰           | ۰           | ۰           | ۰                  | ۰                  | ۰                  | ۰                  | ۰                  | ۰               | ۰               | ۰               | ۰               | ۰               | ۰                  | ۰                  | ۰                  | ۰                  | ۰                  | ۰              | ۰              | ۰              | ۰              | ۰              | ۱           | ۰           | ۰           | ۰           | ۰           |
| بازیکنان میانی            |             |              |             |             |             |             |             |                    |                    |                    |                    |                    |                 |                 |                 |                 |                 |                    |                    |                    |                    |                    |                |                |                |                |                |             |             |             |             |             |
| ۶                         | ایتالیا     | وراتی        | ۱۵+۵        | ۰           | ۵           | ۵           | ۰           | ۶+۳                | ۰                  | ۰                  | ۳                  | ۰                  | ۰+۳             | ۰               | ۰               | ۱               | ۰               | ۴                  | ۰                  | ۱                  | ۲                  | ۰                  | ۱              | ۰              | ۰              | ۰              | ۰              | ۳۷          | ۰           | ۶           | ۱۱          | ۰           |
| ۸                         | آرژانتین    | پاردس        | ۸+۹         | ۰           | ۰           | ۲           | ۰           | ۴+۲                | ۰                  | ۰                  | ۲                  | ۰                  | ۵               | ۱               | ۰               | ۳               | ۰               | ۱+۳                | ۰                  | ۰                  | ۱                  | ۰                  | ۰+۱            | ۰              | ۰              | ۰              | ۰              | ۳۳          | ۱           | ۰           | ۸           | ۰           |
| ۱۱                        | آرژانتین    | دی‌ماریا      | ۲۳+۳        | ۸           | ۱۴          | ۲           | ۰           | ۹                  | ۳                  | ۶                  | ۳                  | ۰                  | ۲               | ۰               | ۰               | ۰               | ۰               | ۳                  | ۱                  | ۲                  | ۱                  | ۰                  | ۰+۱            | ۱              | ۰              | ۱              | ۰              | ۴۱          | ۱۳          | ۲۲          | ۷           | ۰           |
| ۱۹                        | اسپانیا     | سارابیا      | ۱۳+۸        | ۴           | ۳           | ۱           | ۰           | ۵+۴                | ۲                  | ۲                  | ۰                  | ۰                  | ۵+۱             | ۷               | ۱               | ۰               | ۰               | ۲+۱                | ۱                  | ۰                  | ۰                  | ۰                  | ۱              | ۰              | ۱              | ۱              | ۰              | ۴۰          | ۱۴          | ۷           | ۲           | ۰           |
| ۲۱                        | اسپانیا     | هررا         | ۶+۲         | ۱           | ۱           | ۰           | ۰           | ۴+۲                | ۰                  | ۰                  | ۲                  | ۰                  | ۳+۱             | ۰               | ۰               | ۰               | ۰               | ۰+۳                | ۰                  | ۰                  | ۱                  | ۰                  | ۱              | ۰              | ۰              | ۰              | ۰              | ۲۲          | ۱           | ۱           | ۳           | ۰           |
| ۲۳                        | آلمان       | دراکسلر      | ۷+۴         | ۰           | ۴           | ۴           | ۰           | ۰+۵                | ۰                  | ۰                  | ۰                  | ۰                  | ۴               | ۰               | ۲               | ۰               | ۰               | ۱+۱                | ۰                  | ۰                  | ۱                  | ۰                  | ۰              | ۰              | ۰              | ۰              | ۰              | ۲۲          | ۰           | ۶           | ۵           | ۰           |
| ۲۷                        | سنگال       | ادریسا گی    | ۱۹+۱        | ۱           | ۱           | ۲           | ۰           | ۷                  | ۰                  | ۱                  | ۱                  | ۰                  | ۳+۲             | ۰               | ۰               | ۰               | ۰               | ۲                  | ۰                  | ۰                  | ۰                  | ۰                  | ۰              | ۰              | ۰              | ۰              | ۰              | ۳۴          | ۱           | ۲           | ۳           | ۰           |
| ۳۳                        | فرانسه      | عادل عوشیش   | ۱           | ۰           | ۰           | ۰           | ۰           | ۰                  | ۰                  | ۰                  | ۰                  | ۰                  | ۱+۱             | ۱               | ۰               | ۰               | ۰               | ۰                  | ۰                  | ۰                  | ۰                  | ۰                  | ۰              | ۰              | ۰              | ۰              | ۰              | ۳           | ۱           | ۰           | ۰           | ۰           |
| مهاجمان                   |             |              |             |             |             |             |             |                    |                    |                    |                    |                    |                 |                 |                 |                 |                 |                    |                    |                    |                    |                    |                |                |                |                |                |             |             |             |             |             |
| ۷                         | فرانسه      | ام‌باپه       | ۱۷+۳        | ۱۸          | ۵           | ۰           | ۰           | ۶+۴                | ۵                  | ۶                  | ۱                  | ۰                  | ۳               | ۴               | ۱               | ۱               | ۰               | ۳                  | ۲                  | ۳                  | ۱                  | ۰                  | ۱              | ۱              | ۰              | ۱              | ۰              | ۳۷          | ۳۰          | ۱۶          | ۴           | ۰           |
| ۹                         | اروگوئه     | کاوانی       | ۷+۷         | ۴           | ۱           | ۳           | ۰           | ۱+۲                | ۱                  | ۰                  | ۰                  | ۰                  | ۳               | ۲               | ۱               | ۰               | ۰               | ۰+۱                | ۰                  | ۰                  | ۰                  | ۰                  | ۱              | ۰              | ۰              | ۰              | ۰              | ۲۲          | ۷           | ۲           | ۳           | ۰           |
| ۱۰                        | برزیل       | نیمار        | ۱۵          | ۱۳          | ۶           | ۴           | ۱           | ۶+۱                | ۳                  | ۴                  | ۳                  | ۰                  | ۲               | ۲               | ۰               | ۱               | ۰               | ۳                  | ۱                  | ۱                  | ۰                  | ۰                  | ۰              | ۰              | ۰              | ۰              | ۰              | ۲۷          | ۱۹          | ۱۱          | ۸           | ۱           |
| ۱۷                        | کامرون      | چوپو-موتینگ  | ۵+۴         | ۳           | ۱           | ۰           | ۰           | ۱+۵                | ۱                  | ۰                  | ۲                  | ۰                  | ۱+۲             | ۱               | ۰               | ۰               | ۰               | ۱+۱                | ۱                  | ۰                  | ۰                  | ۰                  | ۰              | ۰              | ۰              | ۰              | ۰              | ۲۰          | ۶           | ۱           | ۲           | ۰           |
| ۱۸                        | آرژانتین    | ایکاردی      | ۱۴+۶        | ۱۲          | ۲           | ۰           | ۰           | ۷                  | ۵                  | ۰                  | ۱                  | ۰                  | ۳+۱             | ۰               | ۱               | ۰               | ۰               | ۲+۱                | ۳                  | ۱                  | ۰                  | ۰                  | ۰              | ۰              | ۰              | ۰              | ۰              | ۳۴          | ۲۰          | ۴           | ۱           | ۰           |
| بازیکنان خروجی در طول فصل |             |              |             |             |             |             |             |                    |                    |                    |                    |                    |                 |                 |                 |                 |                 |                    |                    |                    |                    |                    |                |                |                |                |                |             |             |             |             |             |
| ۱۶                        | فرانسه      | آرئولا       | ۳           | ۰           | ۰           | ۰           | ۰           | ۰                  | ۰                  | ۰                  | ۰                  | ۰                  | ۰               | ۰               | ۰               | ۰               | ۰               | ۰                  | ۰                  | ۰                  | ۰                  | ۰                  | ۱              | ۰              | ۰              | ۰              | ۰              | ۴           | ۰           | ۰           | ۰           | ۰           |
| ۲۹                        | اسپانیا     | خسه          | ۰+۱         | ۰           | ۰           | ۰           | ۰           | ۰                  | ۰                  | ۰                  | ۰                  | ۰                  | ۰               | ۰               | ۰               | ۰               | ۰               | ۰                  | ۰                  | ۰                  | ۰                  | ۰                  | ۰              | ۰              | ۰              | ۰              | ۰              | ۱           | ۰           | ۰           | ۰           | ۰           |
| ۳۳                        | فرانسه      | زاگره        | ۰+۱         | ۰           | ۰           | ۰           | ۰           | ۰                  | ۰                  | ۰                  | ۰                  | ۰                  | ۰               | ۰               | ۰               | ۰               | ۰               | ۰                  | ۰                  | ۰                  | ۰                  | ۰                  | ۰              | ۰              | ۰              | ۰              | ۰              | ۱           | ۰           | ۰           | ۰           | ۰           |